# Egis Pharmaceuticals
Egis Pharmaceuticals este una din cele mai importante companii de produse farmaceutice din Ungaria.
Grupul operează prin intermediul unei rețele formate din 19 filiale, 5 situate în Ungaria și 14 peste hotare, și o rețea internațională formată din 20 de reprezentanțe aflate în diferite țări în lume.
Compania produce atât bunuri finite, cât și produse chimice în vrac.
În anul 2000, compania a comercializat 102 familii de produse, din 88 de ingrediente active diferite.
Portofoliul Egis este compus din 322 produse.
Compania este prezentă și în România, unde a înregistrat vânzări în valoare de 15,3 milioane dolari în perioada septembrie 2005 - septembrie 2006.